# Alfons Haseneder
Alfons Haseneder (* 2. August 1911 in Treffelstein; † 22. Juni 1983 in Nabburg) war ein deutscher Organist, Chorleiter, Maler, Museumsgründer und Heimatpfleger. Hauptberuflich war er Lehrer, Schulleiter und einige Jahre Vorsitzender des Kreisverbands Nabburg des Bayerischen Lehrer- und Lehrerinnenverbands.

## Wirken
Alfons Haseneder war das dritte Kind des Treffelsteiner Lehrers Julius (* 1877) und dessen Frau Franziska „Fanny“ Haseneder. Nach Studium und seiner Referendarzeit in Amberg wurde er 1937 Lehrer in Lengenfeld.
Nach Kriegsteilnahme geriet er in Kriegsgefangenschaft. Danach war er zunächst wieder als Lehrer in Stulln und in Schwarzenfeld tätig. 1953 wurde er Schulleiter im Nabburger Stadtteil Diendorf, wo er auch im Gemeinderat aktiv war. Nebenbei widmete er sich Kunst, Musik und der geschichtlichen Aufarbeitung der oberpfälzerischen Bauern- und Dorfkultur. 1959 wurde er zum Kreisheimatpfleger bestellt.

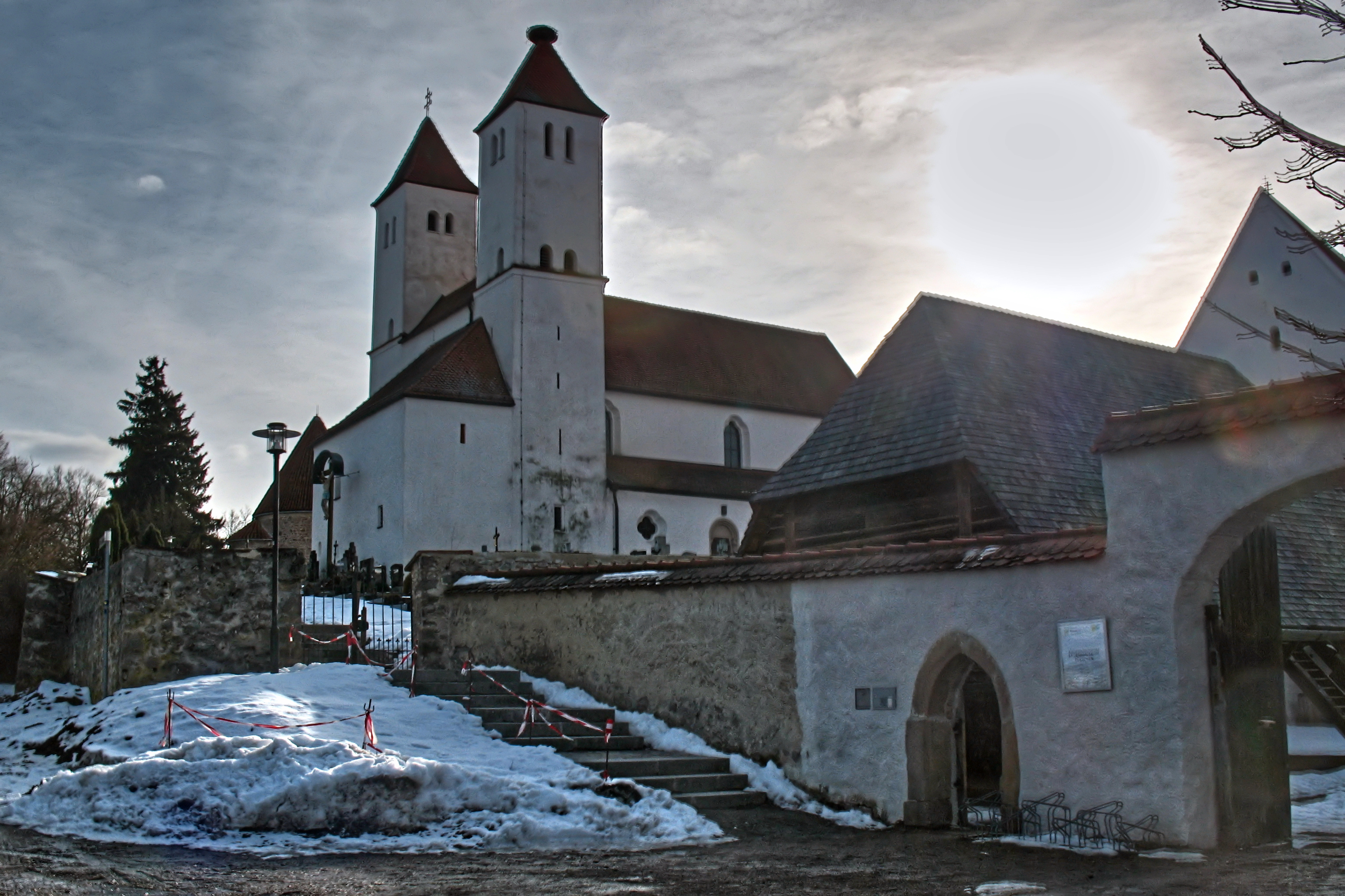
Bauernmuseum „Edelmannshof“ in Nabburg-Perschen

Für seine gesammelten bäuerlichen und ländlichen Kulturgegenstände gründete er im Nabburger Stadtteil Perschen das Oberpfälzer Bauernmuseum, ein Bauernhofmuseum, das zu diesem Zeitpunkt und in seiner Anlage einmalig in Deutschland war. Am 18. Januar 1961 gründete er hierzu im Hotel „Post“ einen Museumsverein mit dem Ziel, wenigstens das Haupthaus des Perschener Edelmannshofes zu erhalten. Dieser wurde 1161 erstmals als Pfarrhof erwähnt und 1605 von Leonhard Hilprant ausgebaut. 1957 verließ der letzte dort ansässige Bauer Michael Hösl den Hof.
Am 15. Oktober 1976 bekam der Bezirk Oberpfalz den Museumshof unentgeltlich übertragen, dieser sollte um ein Freilandgelände erweitert werden, das dann aber aus Platzgründen in Neusath seine Heimat fand, weshalb das Museum samt Freilandanlage den heutigen Namen Oberpfälzer Freilandmuseum Neusath-Perschen trägt. Haseneder war noch bis zum Januar 1977 Leiter des Museums.
Alfons Haseneder wurde auf dem Perschener Friedhof beigesetzt. Seine künstlerischen Arbeiten waren 2004 anlässlich des 40-jährigen Bestehens des Museums dort im Rahmen der Ausstellung Alfons Haseneder: Malereien des Museumsgründers ausgestellt.

## Ehrungen
- 1976: Nordgau-Kulturpreis der Stadt Amberg in der Kategorie „Heimatpflege“[9]
- Bundesverdienstkreuz am Bande[8]
- Auszeichnung „für vorbildliche Heimatpflege“[4]
- Namensgeber des Alfons-Haseneder-Wegs in Nabburg[10]